# Teorema di Frisch-Waugh-Lovell
In econometria, il teorema di Frisch, Waugh e Lovell afferma che la determinazione dei coefficienti di un modello di regressione lineare tramite il metodo dei minimi quadrati è equivalente alla loro determinazione tramite un metodo basato su matrici di proiezione.
Il teorema prende il nome dagli econometrici Ragnar Frisch, F. Waugh, e M. Lovell.